# Ibrahim Orabi
Ibrahim Orabi est un lutteur égyptien né en 1912 à Alexandrie, où il est mort le 2 juillet 1957.

## Palmarès

### Jeux olympiques
- Médaille de bronze en lutte gréco-romaine dans la catégorie des moins de 87 kg en 1948 à Londres

### Jeux méditerranéens
- Médaille d'argent en lutte gréco-romaine dans la catégorie des moins de 97 kg en 1951 à Alexandrie